# Comuna Berehî, Mlîniv
Berehî (în ucraineană Береги) este o comună în raionul Mlîniv, regiunea Rivne, Ucraina, formată din satele Berehî (reședința) și Pereverediv.

## Demografie
Componența lingvistică a comunei Berehî
     Ucraineană (99,3%)
     Alte limbi (0,63%)
Conform recensământului din 2001, majoritatea populației comunei Berehî era vorbitoare de ucraineană (99,3%), existând în minoritate și vorbitori de alte limbi.